# Christian Koffi
Christian Kouffi là một cầu thủ bóng đá người Bờ Biển Ngà hiện tại thi đấu ở vị trí tiền vệ cho TP Mazembe của Cộng hòa Dân chủ Congo. Anh đá 4 trận cho đội tuyển quốc gia nhưng không ghi bàn thắng nào.